# 源顕信
源 顕信（みなもと の あきのぶ）は、平安時代後期から鎌倉時代前期にかけての公卿。村上源氏顕房流、越後守・源信時の子。官位は正三位・非参議・治部卿。坊城を号す。

## 経歴
久安2年（1146年）従五位下に叙爵。保元2年（1157年）従五位上に進み、永暦2年（1161年）民部少輔、応保2年（1162年）には少納言に任ぜられる。
永万2年（1166年）正五位下・左近衛少将に叙任される。仁安2年（1167年）美作守を兼任。仁安3年（1168年）従四位下、嘉応2年（1170年）従四位上に叙される。承安2年（1172年）播磨権介を経て、安元2年（1176年）治部卿に任ぜられる。翌安元3年（1177年）には正四位下に陞叙され、寿永2年（1183年）従三位に叙され公卿に列した。文治4年（1188年）の元日に奉仕した際には散位であった。
文治6年（1190年）美作権守に任ぜられる。建久2年12月（1192年1月）には正三位に叙されるが、建仁2年（1202年）に出家。承元元年（1207年）薨去。享年75。

## 官歴
※以下、『公卿補任』の記載に従う。
- 久安2年（1146年）5月19日：従五位下に叙す（無品統子内親王去康治二年未給）。
- 保元2年（1157年）10月22日：従五位上に叙す（父伊賀守信時造宮長橋廊賞譲）。
- 永暦2年（1161年）8月13日：民部少輔に任ず。
- 応保2年（1162年）正月27日：少納言に任ず（元民部少輔）。
- 永万2年（1166年）正月12日：正五位下に叙す（少納言労）。4月6日：左近衛少将に任ず（元少納言）。
- 仁安2年（1167年）正月30日：美作守を兼ぬ。
- 仁安3年（1168年）正月5日：従四位下に叙す。
- 嘉応2年（1170年）正月5日：従四位上に叙す（皇嘉門院仁安四年未給）。
- 承安2年（1172年）正月23日：播磨権介を兼ぬ（少将兼國）。
- 安元2年（1176年）正月30日：治部卿に任ず（元右少将）。
- 安元3年（1177年）正月24日：正四位下に叙す。
- 寿永2年（1183年）4月9日：従三位に叙す。治部卿如元。
- 文治4年（1188年）正月1日：当時、散位[2]。
- 文治6年（1190年）正月24日：美作権守に任ず（卿労）。
- 建久2年12月28日（1192年1月14日）：正三位に叙す。
- 建仁2年（1202年）5月27日：出家。

## 系譜
- 父：源信時
- 母：俊平の娘
- 妻：源雅国の娘（?-1187年）
  - 男子：源清信（1167年-1217年）
- 妻：安芸守能成の娘
  - 男子：顕基
- 生母不明の子女
  - 男子：源成信
  - 男子：信尊
  - 男子：静顕
  - 女子：源顕子（?-1212年） - 近衛基通室、従三位
  - 女子：（?-1210年）